# Worth School
Die Worth School ist eine private Römisch-Katholische Internats- und Tagesschule für Schüler zwischen 11 und 18 Jahren. Sie befindet sich in der Nähe von Turners Hill, Crawley in West Sussex/England. Sie liegt auf dem Gelände des Worth Abbey, eines Benediktinerklosters. Im Jahr 2005 besuchten 305 Internatler und 150 Tagesschüler die Schule.

## Geschichte
Die Schule wurde 1933 auf dem Landsitz des Lord Cowdray gegründet. In diesem Jahr wurde das Grundstück, das ursprünglich als Paddockhurst bekannt war, von den Benediktinermönchen der Downside Abbey in Somerset gekauft. Diese gründeten eine Vor- und Grundschule für Jungen im Alter zwischen 7 und 13 Jahren. Während des Zweiten Weltkriegs wurde die Schule nach Downside ausgelagert.
1957 wurde die Worth Priory unabhängig, acht Jahre später wurde sie in Worth Abbey umbenannt. 1959 wurde die Worth School für Jungen in einem Alter zwischen 13 und 18 Jahren gegründet. Die Aktivitäten der Grundschule hingegen wurde Jahr für Jahr zurückgeschraubt und schließlich 1965 in ein Junior House für Jungen zwischen 10 und 13 Jahren umfunktioniert.
2005 wurde die Schule zu einer Geldstrafe von 10.000 £ verurteilt, da sie gegen das Wettbewerbsgesetz verstoßen hatte, indem sie Absprachen über Schulgebühren mit fünfzig anderen führenden Privatschulen getroffen hatte. Während des Verfahrens beschlossen alle beteiligten Schulen eine freiwillige Spende von zusammen drei Millionen Pfund, welche den Schülern zugutekam, die während des Zeitraums der Gebührenabsprache die Schulen besucht hatten.
Seit September 2008 werden erstmals Mädchen auf der Schule unterrichtet. Die Koedukation wird in den kommenden Jahren ausgeweitet werden.

## Häuser
Die acht Häuser unterteilen die Schüler je nach Alter und/oder Geschlecht.
- Austin (Jahrgang 7 bis 8) – Junior House
- Butler (Jahrgang 9 bis 13) – Senior Boarding House
- Chapman (Jahrgang 9 bis 13) – Senior Day House
- Farwell (Jahrgang 9 bis 13) – Senior Day House
- Gervase (Jahrgang 9 bis 13) – Senior Boarding House
- Rutherford (Jahrgang 7 bis 13) – Junior sowie Senior Boarding House
- St. Bedes (Jahrgang 9 bis 13) – Senior Boarding House
- St. Mary’s (Jahrgang 9 bis 13) – Mädchen Boarding House
- St. Anne’s (Jahrgang 9 bis 13) – Mädchen Senior Day house
- St. Catherine’s (Jahrgang 9 bis 13) – Mädchen Senior Day house

## Abschlüsse
An der Worth School werden ab der Sixth Form als Abschlüsse sowohl A-Level als auch das International Baccalaureate (IB) angeboten. Traditionell entscheiden sich etwas mehr Schüler pro Jahrgang für A-Level als für das IB, welches vor allem von ausländischen Schülern favorisiert wird. Im Mai 2008 machten 15 deutsche Schüler IB. Ähnlich viel Zulauf bekommt die Schule auch aus Südostasien und Spanien sowie aus spanischsprachigen Regionen Südamerikas. Im Gegensatz zu den meisten deutschen Schülern, welche bevorzugt nach der zehnten Klasse aus Deutschland in die Sixth Form wechseln, kommen Schüler aus anderen Nationen tendenziell vor der Sixth Form – meist ab Jahrgang 7 oder 9 – nach Worth.

## Pädagogisches Angebot
Worth School steht in der Linie traditioneller englischer Eliteinternate, die neben der akademischen Leistung auf eine gesellschaftsgerechte Erziehung der Schüler fokussiert ist. So wird versucht, soziale Kompetenzen zu fördern. Dies geschieht durch Angebote wie Teilnahme am Erwerb des Duke of Edinborough-Awards oder karitative Tätigkeiten. Künstlerisch begabte Schüler werden im schuleigenen Arts Department sowie dem Performing Arts Center in den Disziplinen der modernen Kunst bzw. des Theaters und der Musik gefördert. Neben einem Schulorchester und einem eigenen Schulchor, der in den großen Sonntagsmessen und zum Ende eines Schuljahres international auftritt (zuletzt im Sommer 2007 in Koblenz), werden Schüler auf Anfrage auch individuell instrumental und gesanglich ausgebildet.
Das Sportangebot ist entsprechend den Jahreszeiten auf die Trimester aufgeteilt. Im ersten Trimester wird Rugby als Hauptsportart angeboten, während gleichzeitig die Vorbereitung auf die Fußballsaison im zweiten Trimester läuft. Im zweiten Trimester wird Fußball als Hauptsportart, Rugby weiterhin zum Training angeboten. Im dritten Trimester werden Cricket, Tennis und Leichtathletik angeboten. Die Teilnahme am Sportangebot ist verpflichtend.
Die Schüler sind auch verpflichtet, während der Woche sowie an Wochenenden an Gottesdiensten, Andachten und Gebetszeiten teilzunehmen. Diese werden zumeist von einem Mönch der Worth Abbey geleitet.
Eigene Schüler werden von Lehrern zu Präfekten bestimmt, die Verantwortung über einen Bereich der Schule übernehmen. Dadurch entsteht eine Hierarchie in der Schülerschaft, die eine beschränkte Selbstverwaltung ermöglicht.